# UCI Oceania Tour 2019
Die UCI Oceania Tour 2019 ist die 15. Austragung des zur Saison 2005 vom Weltradsportverband UCI eingeführten ozeanischen Straßenradsport-Kalenders unterhalb der UCI WorldTour, der zu den UCI Continental Circuits für Männer gehört.
Die Eintagesrennen und Etappenrennen sind in drei UCI-Kategorien (HC, 1 und 2) eingeteilt. Bei jedem Rennen werden Punkte für eine Gesamtwertung der Fahrer, Mannschaften und Nationen vergeben. An der Mannschaftswertung nehmen die Professional Continental Teams und die Continental Teams teil, nicht jedoch die startenden UCI WorldTeams. An der Nationenwertung nehmen nur die Nationen des Kontinents teil, gezählt werden aber die Ergebnisse aller Circuits.

Zu den Regeln der einzelnen Ranglisten: 

## Januar
| Datum   | Rennen                    | Kat. | Sieger           | Team                  |
| ------- | ------------------------- | ---- | ---------------- | --------------------- |
| 19.     | Gravel and Tar            | 1.2  | Luke Mudgway     | EvoPro Racing         |
| 23.–27. | New Zealand Cycle Classic | 2.2  | Aaron Gate       | EvoPro Racing         |
| 30.–3.  | Herald Sun Tour           | 2.1  | Dylan van Baarle | Team Sky / Team Ineos |

## März
| Datum | Rennen                                         | Kat. | Sieger          | Team       |
| ----- | ---------------------------------------------- | ---- | --------------- | ---------- |
| 14.   | Ozeanienmeisterschaft – Einzelzeitfahren (U23) | CC   | Liam Magennis   | Australien |
| 15.   | Ozeanienmeisterschaft – Einzelzeitfahren       | CC   | Benjamin Dyball | Australien |
| 17.   | Ozeanienmeisterschaft – Straßenrennen          | CC   | Benjamin Dyball | Australien |

## Gesamtwertung
| Platz | Fahrer           | Nation | Team               | Punkte  |
| ----- | ---------------- | ------ | ------------------ | ------- |
| 1.    | Caleb Ewan       | AUS    | Lotto Soudal       | 1845    |
| 2.    | Michael Matthews | AUS    | Team Sunweb        | 1330,88 |
| 3.    | Jack Haig        | AUS    | Michelton-Scott    | 1177    |
| 4.    | Rohan Dennis     | AUS    | Bahrain-Merida     | 1150,86 |
| 5.    | Simon Clarke     | AUS    | EF Edukation First | 968     |

| Platz | Team                                        | Nation | Punkte |
| ----- | ------------------------------------------- | ------ | ------ |
| 1.    | Team Bridgelane                             | AUS    | 1335   |
| 2.    | St George Continental Cycling Team          | AUS    | 763    |
| 3.    | Pro Racing Sunshine Coast                   | AUS    | 372    |
| 4.    | Oliver’s Real Food Racing                   | AUS    | 260    |
| 5.    | Drapac Cannondale Holistic Development Team | AUS    | 162    |

| Platz | Nation     | Punkte  |
| ----- | ---------- | ------- |
| 1.    | Australien | 8820,45 |
| 2.    | Neuseeland | 2224,37 |
| 3.    |            |         |
| 4.    |            |         |
| 5.    |            |         |